# Sector eléctrico en Honduras
El sector eléctrico de Honduras se caracteriza por estar dominado por una empresa de servicios integrada verticalmente (excepto la mitad aproximadamente de la capacidad de Generación de electricidadgeneración), un intento inconcluso de reformar el sector a principios de los 90, el creciente porcentaje de generación térmica en las últimas dos décadas, el débil estado financiero de la empresa estatal (ENEE) (Empresa Nacional de Energía Eléctrica 
), las grandes pérdidas técnicas y comerciales en transmisión y distribución, y la pobre cobertura eléctrica en áreas rurales.
Los desafíos clave del sector son los siguientes:
- cómo financiar inversiones en generación y transmisión ante la falta de una empresa de electricidad financieramente saludable o subvenciones de donantes externos para este tipo de inversiones;
- cómo reequilibrar las tarifas, reducir la deuda atrasada y disminuir las pérdidas comerciales (incluido el hurto de electricidad) sin provocar inquietud social;
- cómo reconciliar las inquietudes ambientales con el objetivo del gobierno de construir dos nuevas represas y sus plantas hidroeléctricas asociadas; y
- cómo mejorar el acceso en las zonas rurales.

En junio de 2007, el presidente de Honduras, Manuel Zelaya, declaró una "emergencia energética". El Ministro de Defensa fue puesto temporalmente a cargo de la ENEE para afrontar la crisis. Luego de un breve período, se ha puesto a un nuevo administrador civil a cargo de la ENEE. Honduras se conectó al Sistema de Interconexión Eléctrica de los Países de América Central en 2014.

## Suministro y demanda de electricidad

### Capacidad instalada y planes de expansión
Con una capacidad instalada de generación de 1.539 MW (2006), Honduras se apoya en un sistema energético basado en la generación térmica (que aporta casi dos tercios de la capacidad instalada total), por lo que es muy vulnerable a los altos y volátiles precios internacionales del petróleo. La matriz de generación se organiza de la siguiente forma:
- Fuel oil pesado: 56% (867 MW)
- Energía hidroeléctrica: 33% (502 MW)
- Generadores diésel: 6% (91 MW)
- Sistemas de Biomasa: 5% (77 MW)

La capacidad estable de generación es considerablemente menor que la instalada debido a la estacionalidad (es decir, la incertidumbre natural que afecta a la generación hidroeléctrica), la antigüedad de algunas plantas y la inactividad de la capacidad térmica.
Los planes de expansión incluyen la adición de 1.479 MW de capacidad neta de generación durante el período 2007-2015. La expansión proyectada por fuente es la siguiente:
- Carbón: 600 MW (2011 en adelante)
- Energía hidroeléctrica: 570 MW (2007-2015)
- Arrendamiento (principalmente de energía térmica) o importación: 300 MW (2008 en adelante)
- Diésel de velocidad media]]: 300 MW
- Energía eólica: 60 MW (2009)
- Energía geotérmica: 86 MW (2010)
- Otras fuentes renovables (principalmente biomasa): 15 MW
- Otras vías de expansión térmica (Turbina de gasturbinas de gas): 90 MW

Adición neta total: 2.021 MW
- Eliminaciones: -542 MW

Adición neta: 1.479 MW
Puede que no todos estos proyectos sean viables. En particular, dos grandes proyectos hidroeléctricos sobre los ríos Patuca y Cangrejal son controvertidos debido a su impacto ambiental.

### Demanda y proyección de demanda
El total de electricidad vendida en 2005 fue de 4.176 GWh (4.376 kWh por conexión). Esta cantidad es mucho mayor que la de países vecinos como Guatemala (2.337 kWh por conexión), Nicaragua (2.931 kWh por conexión) y El Salvador (3.109 kWh por conexión). Sin embargo, es mucho menor que en países centroamericanos como Costa Rica (7.969 kWh) y Panamá (7.574 kWh).
La demanda proyectada para finales de 2017 es de 1,983 MW, lo que obligará a la Estatal a comprar energía a los países vecinos.

### Interconexión con países vecinos
La red eléctrica hondureña está interconectada con las redes de sus vecinos Nicaragua, El Salvador y Guatemala. No obstante, la capacidad de las interconexiones es limitada. Se espera que se expanda como parte del Sistema de Interconexión Eléctrica de los Países de América Central (SIEPAC) mediante una línea de transmisión de 230 kV con una capacidad de 300 MW. (Véase Integración regional más adelante.)
En 2002, Honduras importó cerca de 420 GWh de electricidad (más del 10% de su consumo) y no exportó nada, lo que la convierte en un importador de electricidad neto.

### Suministro frente a demanda
Si bien la demanda de pico de 2006 fue inferior a la capacidad instalada total, apenas se mantuvo por encima de la capacidad estable. De acuerdo con las proyecciones de abastecimiento y demanda hechas por el Banco Mundial, la nueva capacidad de generación que se encargará en el período 2007-2010 no será suficiente para satisfacer el crecimiento de la demanda, por lo que es probable que en un futuro cercano haya déficit energético.

## Acceso a la electricidad
La cobertura eléctrica general es del 69%. En las zonas rurales llega solamente al 45%, en contraste con el 94% de cobertura en las zonas urbanas (2006). La siguiente tabla muestra los datos de acceso por cantidad de hogares y consumidores.
|        | Población | %     | N.º de hogares | %     | N.º de clientes | %     | Tasa de acceso (%) |
| ------ | --------- | ----- | -------------- | ----- | --------------- | ----- | ------------------ |
| Urbano | 3,350,081 | 45.5% | 700,507        | 49.0% | 661,582         | 66.9% | 94.4%              |
| Rural  | 4,016,940 | 54.5% | 729,611        | 51.0% | 327,114         | 33.1% | 44.8%              |
| TOTAL  | 7,367,021 | 100%  | 1,430,118      | 100%  | 988,696         | 100%  | 69.1%              |

Source: Banco Mundial 2007
El índice de cobertura eléctrica por departamento muestra una gran disparidad. Cortés e Islas de Bahía tienen casi el 100% de los hogares cubiertos, mientras que Lempira e Intibuca solo tienen el 24,6% y el 36,2% de cobertura respectivamente.
La electrificación se programó bajo la Ley Marco del Subsector Eléctrico de 1994, mediante la creación del Fondo Social de Desarrollo Eléctrico (FOSODE). El gobierno se ha puesto como objetivo aumentar la cobertura nacional de electricidad hasta el 80% para 2015, dando la misma prioridad a las zonas urbanas y rurales. Hasta ahora, el resultado ha sido positivo, con un aumento en la cobertura nacional desde el 43% en 1994 al 69% en 2006.
Hasta 2015 se espera realizar 400.000 nuevas conexiones. Sin embargo, la falta de financiación ha retrasado el desarrollo de la red, haciéndolo quedar por detrás de la demanda.

## Calidad del servicio

### Frecuencia y duración de las interrupciones
La duración de los apagones es una medida de la confiabilidad del abastecimiento de las redes de distribución. Esta medida disminuyó en casi todas las regiones de Honduras a partir de 2001. Sin embargo, en 2005, hubo un aumento general en la duración de las interrupciones. La duración total de las interrupciones por conexión (36 horas por año en 2005, frente a las 24 horas en 2004, pero 135 horas en 1999 como consecuencia del Huracán Mitch) es aproximadamente el doble del promedio de América Latina y Caribe (14 horas por conexión en 2005). Sin embargo, la frecuencia de tales interrupciones ha sido mayor en otros países, lo que significa que Honduras tiene pocos apagones largos, mientras que otros países tienen apagones cortos más frecuentes.
- Las principales ciudades de Honduras, SPS, Tegucigalpa, La Ceiba, Comayagua y otras, todas sufrimos apagones semanales en el 2014. Si bien es cierto los apagones se redujeron de la época de los años 1990, al parecer en los 2010 han vuelto a resurgir.

Por otro lado, a pesar de que se pasó una ley para permitir los usuarios generar y devolver energía a la estatal ENEE, en la práctica no se ha implementado por falta de los medidores eléctricos apropiados. Si consideramos que los medidores ya están en el mercado y los paga el abonado, solo se puede llegar a la conclusión que no se implementa la realidad por falta de interés de la estatal.

### Pérdidas en distribución y en transmisión
En el período 2001-2006, las pérdidas de electricidad aumentaron desde cerca del 20% al 25%, en comparación con el 8% en Chile y casi el 30% en Nicaragua. Este nivel de pérdidas relativamente alto se debe principalmente al hurto, al fraude y a las conexiones ilegales. En un estudio reciente se estimó que las pérdidas técnicas son de cerca del 10%, lo que implica que las pérdidas comerciales actuales son de alrededor del 15%, el 30% de las cuales corresponde a fraude, el 29% a contratos ilegales y el 29% a errores de facturación.
Las inversiones en transmisión y subtransmisión continúan demorándose debido a limitaciones financieras. Si esta situación se prolongara, aumentaría la frecuencia de los apagones y sería difícil reducir los costos de operación y las pérdidas técnicas.
(Para comparar con el resto de ALyC, véase Pérdidas en distribución)

## Responsabilidades en el sector eléctrico

### Política y regulación

#### Situaciónde iure
La Ley Marco del Subsector Eléctrico de 1994 asigna la formulación de políticas a un Gabinete Energético presidido por el presidente de la República, con la Secretaría de Recursos Naturales y Ambiente (SERNA) como secretaria y coordinadora. Se creó un organismo regulador, la Comisión Nacional de Energía (CNE), para encargarse, entre otros asuntos, de los siguientes:
- Supervisar los convenios de venta de energía firmados por las compañías de distribución;
- Aprobar las normas relativas a calidad, confiabilidad y seguridad del servicio;
- Supervisar y hacer cumplir las leyes y normas;
- Aprobar las tarifas y proponer Costos marginalescostos marginales medios a corto plazo;
- Aprobar programas de expansión del sistema;
- Presentar ante el Ministerio de Ambiente para su aprobación los acuerdos de compra y venta de energía que la ENEE pretenda firmar.[7]

#### Situaciónde facto
El Gabinete Energético se ha reunido menos de una vez por año desde su creación. Además, la SERNA, como secretaria y coordinadora del Gabinete, no ha tomado medidas para establecer la agenda y proporcionar el trabajo de base técnico para la toma de decisiones. La CNE ha tenido un papel marginal debido a la falta de apoyo político y de recursos. Como resultado de este vacío en el gabinete, el servicio público nacional ENEE (Empresa Nacional de Energía Eléctrica) se ha convertido en la referencia predeterminada en asuntos energéticos, y es consultado por el gobierno incluso sobre temas relativos a la formulación de políticas y regulación, lo que contribuye a una débil separación de papeles entre el servicio público, el organismo regulador y el ministerio.
La ENEE está dirigida por una junta directiva presidida por la Secretaría de Recursos Naturales y Ambiente (SERNA) y completada por la Secretaría de Obras Públicas, Transporte y Vivienda, la Secretaría de Finanzas, la Secretaría de Industria y Comercio, la Secretaría Técnica y de Cooperación Internacional y un representante del Consejo Hondureño de la Empresa Privada (COHEP). La junta designa un gerente general que actúa como su secretario pero que no tiene voto.

### Generación
Según la Ley Marco del Subsector Eléctrico de 1994, la generación puede estar a cargo de entidades estatales, de propiedad mixta o privadas. Estas entidades están facultadas para vender energía a grandes consumidores o a la ENEE. Como resultado, los inversores privados se embarcarán principalmente en nuevos proyectos de generación, lo que incluye la energía hidroeléctrica y otras alternativas.
Cada dos años, la ENEE debe presentar ante el regulador los planes de expansión del sistema (es decir, la adquisición de nueva capacidad de generación y la expansión de la transmisión), los cuales deben ser aprobados por el Gabinete Energético.
Por ley, la ENEE tiene el mandato de dar prioridad a la generación basada en recursos renovables al determinar el plan de expansión óptimo. La condición es que el valor neto real de la secuencia, incluida la generación basada en recursos renovables, no debe superar en más de un 10% el valor del plan de expansión de menor costo.
Los generadores de electricidad privados que utilizan energía renovable han formado una asociación nacional, la Asociación de Productores de Energía Renovable de Honduras (APERH), para promover el uso de energía renovable.

### Transmisión
Por ley, las redes de transmisión están sujetas a una regla de "acceso abierto". Las empresas operadoras de propiedad pública, privada o mixta pueden construir y poseer redes de transmisión. Sin embargo, en la práctica, la ENEE es la responsable de la transmisión y de las operaciones del sistema a través de su Centro de Despacho, el cual determina el costo marginal horario de la generación.
En el caso de sistemas aislados, el principal generador es responsable de operar el sistema de transmisión y administrar el despacho.

### Distribución

#### Situaciónde iure
La ley de 1994 ordenó a la ENEE dividir por regiones su red de distribución. A la división, aprobada por la ENEE, le seguiría la venta de esas redes a cooperativas, municipios, asociaciones de trabajadores, otros grupos similares o compañías privadas, siempre sujeta a la aprobación del Congreso Nacional. La ley estableció que la distribución de electricidad sería realizada "prioritariamente" por compañías privadas bajo un régimen de concesión. Los distribuidores deben tener un contrato de abastecimiento válido firmado con los generadores, con una duración de al menos cinco años (aunque la ley no fija una cantidad mínima).

#### Situaciónde facto
La desagregación y privatización de la red de distribución de Honduras ha fracasado: la ENEE continúa operando como una empresa estatal integrada verticalmente y es, de facto, el único comprador, responsable de procurar toda la energía nueva para satisfacer la demanda.

## Recursos de energía renovable y eficiencia energética

### Energía renovable
En Honduras hay un gran potencial de recursos autóctonos de energía renovable. Estos recursos podrían desarrollarse a precios competitivos debido a la probable tendencia a largo plazo de elevados precios del petróleo. Sin embargo, a excepción de los grandes proyectos hidroeléctricos, el potencial de desarrollo de la energía renovable aún no ha sido explorado.
El artículo Energía renovable en Honduras describe con más detalle el uso y potencial de la energía renovable en Honduras (hidroeléctrica, eólica, solar, biomasa y geotérmica).

### Eficiencia energética
Honduras tiene un potencial muy grande para desarrollar programas de eficiencia energética. Se podrían realizar grandes mejoras en el área de los acondicionadores de aire, tanto en el sector residencial como en el comercial, donde la implementación de medidas en la administración de la demanda y el uso racional de la energía podrían evitar apagones imprevistos.
Se ha logrado cierto progreso bajo el proyecto Generación Autónoma y Uso Racional de Energía Eléctrica GAUREE , financiado por la Unión Europea entre 2000 y 2007. El proyecto GAUREE 2 tiene como objetivo aumentar el uso de lámparas fluorescentes compactas (LFC) para reducir el consumo de energía en 50 millones de kWh por año. El plan de acción incluye la entrega gratuita de una lámpara LFC de 20 W a 800.000 hogares en una operación de tres fases (la mayoría de los hogares hondureños aún utilizan lámparas de baja eficiencia de 60, 75 y 100 W).
El Grupo Interinstitucional de Uso Racional y Eficiente de Energía (GIURE) ha lanzado un plan con el objetivo de reducir en 100 MW la demanda nacional de energía en 2008. Esto supondría una reducción del 8% de la demanda máxima prevista por la ENEE. Algunas de las principales actividades incluidas en el programa del GIURE son: promoción del uso de estufas de gas, uso de mecanismos de desarrollo limpio (MDL), campañas educativas, eficiencia en los sectores industrial y comercial, etc.

## Visión general de la historia del sector y acontecimientos actuales

### Fase I: monopolio y expansión basada en la energía hidroeléctrica
La ENEE (Empresa Nacional de Energía Eléctrica) fue creada en 1957 por el decreto 48, la Ley Constitutiva de la Empresa Nacional de Energía Eléctrica. Su mandato era promover la electrificación del país mediante el estudio, construcción y operación de obras de electrificación, la representación del gobierno en cualquier compañía en la que éste fuera accionista y el suministro de asistencia a cualquier generador o distribuidor privado que la requiriese.
Durante sus primeras dos décadas y media, la expansión de la ENEE estuvo impulsada por el apoyo técnico y financiero de las organizaciones financieras internacionales. Abundaban los proyectos hidroeléctricos y la red de transmisión se expandía para incorporar todas las áreas de la actividad económica del país a la red nacional, interconectada con Nicaragua (1976), Costa Rica (1982) y Panamá (1986). El mayor proyecto, la planta hidroeléctrica de El Cajón (300 MW) sobre el río Comayagua, en el centro de Honduras, se encargó en 1985. En ese momento, Honduras tenía una capacidad instalada de 560 MW y una demanda de pico de solamente 220 MW.
Las proyecciones de crecimiento de la demanda no se materializaron, por lo que el país quedó con un gran exceso de capacidad y la ENEE con una pesada deuda. Como consecuencia de ello, las plantas térmicas no recibieron el mantenimiento adecuado. Cuando finalmente la demanda se puso a la par y hubo una severa sequía, muchas de las plantas no eran operativas, lo que condujo a una grave crisis energética en 1993.

### Fase II: Ley Marco del Subsector Eléctrico de 1994 y resurgimiento de loscombustibles fósiles

#### Ley de Electricidad de 1994
La nueva Ley Marco del Subsector Eléctrico de 1994, aprobada durante la administración del presidente Carlos Roberto Reina, surgió como respuesta a la crisis. La ley contenía las provisiones para establecer un mercado energético competitivo (desagregación vertical, libre entrada a todas las actividades del sector, acceso abierto a las redes de transmisión y distribución y libertad de elección para grandes usuarios); separación de los papeles de formulador de políticas, regulador y proveedor de servicios eléctricos; aplicación de tarifas de recuperación de costos y subsidios focalizados; y provisión privada de servicios eléctricos.
El establecimiento del nuevo mercado competitivo fracasó: las redes de distribución no se desagregaron ni privatizaron y la ENEE continuó actuando como una empresa de propiedad estatal integrada verticalmente que mantuvo su papel central en la planificación energética y la formulación de políticas. Además, los principios de tarifas para cubrir costos y de subsidios focalizados no se implementaron correctamente debido tanto al inadecuado compromiso político como a una importante dependencia del petróleo importado para generar energía, lo que condujo a precios de generación elevados y volátiles que no se trasladaron a las tarifas minoristas.
En los años 90, la generación termoeléctrica se convirtió en la principal de un sistema que antes estaba dominado por la energía hidroeléctrica: la capacidad de las plantas hidroeléctricas ha caído del 90% a apenas el 30%. Las razones de esta caída son dobles. En primer lugar, el desarrollo hidroeléctrico se encareció cuando las instituciones financieras internacionales cortaron la financiación a través de préstamos sin interés. En segundo lugar, los menores riesgos y el tiempo más corto de maduración de los proyectos de generación térmica, según la percepción de los inversores privados, dirigieron la expansión de la generación hacia el uso de fuel oil pesado y combustibles diésel de velocidad media.

#### La aparición de productores independientes de energía
Los contratos de compra de energía (PPA, por sus siglas en inglés) que la ENEE ha firmado con los productores independientes de energía que operan las plantas de energía de combustible fósil son ahora los principales instrumentos de generación de electricidad en Honduras. Según el Banco Interamericano de Desarrollo, estos PPA eran "onerosos y contenían cláusulas que los hacían muy inflexibles".
Ya en 1993, durante el gobierno de Rafael Leonardo Callejas (1990-1994), la ENEE firmó su primer PPA con un productor independiente de energía (IPP, por sus siglas en inglés) para la provisión de energía térmica. El contrato se firmó con Electricidad de Cortés (Elcosa) por un plazo de 17 años. Un año después, Carlos Roberto Reina (1994-1998) aprobó dos gigantescos contratos de 10 años con la Empresa de Mantenimiento, Construcción y Electricidad (EMCE), perteneciente al grupo hondureño Terra y a la compañía hondureña de energía Luz y Fuerza de San Lorenzo (Lufussa). EMCE y LUFUSSA lograron firmar nuevos contratos con el gobierno de Carlos Flores (1998-2002) que incluían exenciones impositivas de hasta cinco años y el pago de cargos fijos y variables, de los cuales los primeros eran independientes de que la energía realmente se produjera, como suele ser el caso de los PPA.
El gobierno de Ricardo Maduro (2002-2006) firmó otros dos contratos de 12 años con Enersa (socio de EMCE) y Lufussa., 21 de septiembre de 2005. Sin embargo, en noviembre de 2002, firmó rápidamente otro contrato de 12 años por 477 millones US$ con la subsidiaria hondureña de AES Corporation por el que AES Honduras debía proveer unos 200 megavatios de energía eléctrica. La ENEE rescindió ese contrato en septiembre de 2003 tras acusar al proveedor de no cumplir ciertas cláusulas y de estar retrasado en su cronograma.

### Fase III: promoción de la energía renovable y regreso de la energía hidroeléctrica
En 1998, durante la presidencia de Carlos Flores, el Congreso de Honduras aprobó los decretos n.º 85-98 y 267-98 a fin de promover el desarrollo de plantas de generación de energía renovable. La nueva legislación incluía exenciones impositivas para los desarrolladores y un acuerdo de comprador garantizado de la energía a precios equivalentes al costo marginal a corto plazo del sistema. La ENEE, que es el comprador predeterminado, debe pagar una prima (10% del mismo costo marginal a corto plazo) por la electricidad generada cuando la capacidad instalada sea menor de 50 MW. Este marco ha facilitado la negociación de unas 30 sociedades público-privadas con la ENEE para pequeñas plantas de energía renovable. Además, el decreto n.º 85-98 también fija exenciones impositivas a favor de los desarrolladores: impuestos a la importación y exportación de equipos y un período de gracia de cinco años para el impuesto a las ganancias.
Para el gobierno, los recursos renovables son un elemento vital de su estrategia para diversificar el abastecimiento de energía, reducir la vulnerabilidad a impactos externos y mitigar el impacto ambiental de la producción de electricidad. El desarrollo de grandes proyectos hidroeléctricos y la provisión de más incentivos para los proyectos renovables conectados a la red son las prioridades actuales del gobierno en el sector de la energía renovable. La penetración de tecnologías de energía renovable en los programas de electrificación rural aún es limitada y la mayor parte de las actividades de electrificación rural son extensiones de la red.
Según el Banco Mundial, el potencial de desarrollo de fuentes renovables pequeñas y aisladas de la red está muy desaprovechado debido a la falta de incentivos y de un marco político claro y coherente.

### Acontecimientos actuales

#### Integración regional: el proyecto SIEPAC
En 1995, luego de casi una década de estudios preliminares, los gobiernos de América Central, el gobierno de España y el Banco Interamericano de Desarrollo acordaron llevar a cabo el proyecto SIEPAC. El objetivo del proyecto es la integración eléctrica de la región. Los estudios de factibilidad mostraron que la creación de un sistema de transmisión regional sería muy positiva para la región y llevaría a la reducción de costos de la electricidad y a mejoras en la continuidad y confiabilidad del suministro. En 1996, los seis países (Panamá, Honduras, Guatemala, Costa Rica, Nicaragua y El Salvador) firmaron el Tratado Marco del Mercado Eléctrico de América Central.
El diseño del Mercado Eléctrico Regional (MER) se realizó en 1997 y fue aprobado en 2000. El MER es un mercado adicional superpuesto a los seis mercados nacionales existentes, con una regulación regional, en el cual los organismos autorizados por el Ente Operador Regional (EOR) realizan transacciones eléctricas internacionales en la región. En cuanto a la infraestructura, EPR (Empresa Propietaria de la Red S.A.) está a cargo del diseño, la ingeniería y la construcción de casi 1.800 km de líneas de transmisión de 230 kV. Se espera que el proyecto esté en funcionamiento para fines de 2008.
(Para obtener un mapa de la línea de transmisión regional, véase SIEPAC)

#### Operación Tijera
En febrero de 2007, la ENEE lanzó un programa para reducir la morosidad y las pérdidas bajo el nombre de Operación Tijera. La operación implica la acción coordinada de todos los ministerios y organismos del gobierno con el objetivo de cortar el servicio (a) a clientes morosos y (b) a cualquier usuario a quien, durante la operación, se le detecte una conexión de servicio irregular o un medidor alterado. De acuerdo con la información periodística, la operación ha causado un aumento instantáneo de los cobros.

#### Declaración de emergencia
En junio de 2007, el presidente Manuel Zelaya declaró una "emergencia energética" para comprar electricidad adicional y superar la crisis energética del país. Se encargó la resolución de la crisis al Ministro de Defensa, quien fue colocado al frente de la "Junta Interventora" de la ENEE.

## Aumento de tarifas
En un intento de hacer frente a la delicada situación financiera de la ENEE, el gobierno pretende aumentar las tarifas para ciertos consumidores, aquellos cuyas facturas son más altas. Este aumento, que acercará las tarifas a los costos, no afectará a los usuarios residenciales con consumos inferiores a 100 kWh. En enero de 2008 se aplicó un aumento de tarifas del 16% por ajustes del precio de los combustibles. Según el nuevo gerente de la ENEE, en mayo se aplicará un ajuste adicional del 11%. El objetivo global, establecido en el plan "Fortalecimiento Financiero de la ENEE", es que al terminar el año 2008 las tarifas hayan aumentado un 27%.

## Tarifas, recuperación de costos y subsidios
De acuerdo con la ley, una tarifa que refleje los costos de generación y transmisión sería el precio regulado de la energía para los distribuidores. La tarifa, que se debe publicar en el Boletín Oficial para entrar en vigencia, debía ser calculada anualmente por los generadores y aprobada por el regulador, quien también decidiría sobre cualquier ajuste subsiguiente. No obstante, la ENEE no ha aplicado las provisiones de esta ley de 1994 para el cálculo e implementación de tarifas para cubrir costos y subsidios focalizados.

### Tarifas residenciales, comerciales e industriales
Las tarifas medias para usuarios industriales y comerciales ya cubren los costos económicos y son unas de las más altas de la región. Sin embargo, la tarifa media para la categoría residencial supone un 60% del costo económico del suministro, y solo el 54% luego de deducir el subsidio directo del gobierno.
Los hogares con consumos menores de 100 kWh por mes pagan una tarifa que solo cubre el 22% del costo, mientras que los hogares que consumen de 100 a 300 kWh, el 84% del total de clientes residenciales, solo pagan el 39% del costo. Incluso los usuarios que consumen más de 500 kWh por mes pagan solamente el 82% del costo del suministro. Las tarifas para los municipios equivalen a cerca del 77% del costo. La siguiente tabla muestra el costo medio del suministro y el precio final actual (después del subsidio directo) para los distintos usuarios:
|                              | Costo medio de suministro (kWh)) | Precio final actual (después de subsidio directo) (US$/kWh) | N.º de usuarios |
| ---------------------------- | -------------------------------- | ----------------------------------------------------------- | --------------- |
| Bloque residencial (kWh/mes) |                                  |                                                             |                 |
| 0-50                         | 0.224                            | 0.039                                                       | 174,338         |
| 51-100                       | 0.158                            | 0.04                                                        | 132,804         |
| 101-150                      | 0.147                            | 0.047                                                       | 128,361         |
| 151-300                      | 0.141                            | 0.066                                                       | 242,723         |
| 301-500                      | 0.137                            | 0.089                                                       | 83,368          |
| 501-                         | 0.134                            | 0.109                                                       | 43,747          |
| Tensión media industrial     | 0.107                            | 0.105                                                       | 134             |
| Comercial                    | 0.13                             | 0.133                                                       | 59,700          |

Fuente: Banco Mundial 2007
En comparación, el promedio ponderado de las tarifas residenciales en América Latina y Caribe al final de 2005 fue de 0,115 US$ por kWh, mientras que el promedio ponderado de las industriales fue de 0,107 US$ por kWh. Las tarifas residenciales en Honduras son claramente inferiores al promedio regional, mientras que las industriales son claramente superiores a dicho promedio.

### Recuperación de costos
El resultado global de las distorsiones en la estructura de tarifas es que apenas se cubre el 81% de los costos económicos del suministro, lo que conduce a una situación financiera insostenible a corto plazo y que podría llevar al país a afrontar una grave crisis energética para 2010.

### Subsidios directos y subsidios cruzados
En 1994 se estableció un subsidio directo para compensar cualquier aumento de tarifas a usuarios residenciales aptos (con consumos menores de 300 kWh por mes). En el período 2001-2005, el gobierno pagó cerca de 75,6 millones US$ en subsidios directos de tarifas para usuarios residenciales.
El subsidio cruzado explícito incorporado a la tarifa actual no respeta los límites fijados por la Ley Marco del Subsector Eléctrico de 1994, ya que ha beneficiado a la mayoría de los usuarios residenciales, haciendo que los recargos compensatorios para las demás categorías de usuarios (es decir, comerciales e industriales) también superen los límites establecidos. Además, el subsidio generalizado y el subsidio directo pagados por el gobierno están mal focalizados y son regresivos. Los usuarios que no son pobres (es decir, aquellos que consumen más de 150 kWh/mes) han sido los más beneficiados por el subsidio cruzado ya que actualmente pagan entre el 50% y el 80% de los costos económicos. Esto ha dado como resultado una de las tarifas residenciales más bajas de la región, así como un elevado nivel de consumo (unos 200 kWh por mes de consumo residencial). Esta cifra duplica el consumo residencial promedio de El Salvador y Guatemala, donde el ingreso per cápita es más del doble que el de Honduras. La ineficaz substitución de combustibles es otro resultado de los bajos precios de la electricidad, en particular para cocinar y para calentar agua, ya que la electricidad, aunque es una opción menos eficiente y económicamente cara, es más barata para el usuario que el gas licuado de petróleo (GLP).

## Inversión y financiación
Las inversiones en el sector son realizadas por la ENEE, el Fondo Social de Desarrollo Eléctrico FOSODE y el sector privado. La ENEE no tiene capacidad de autofinanciación ni de asumir en la práctica nueva deuda u otras obligaciones financieras como las que surgen de los PPA. Por lo tanto, la débil salud financiera de la ENEE genera dudas sobre su capacidad para financiar las importantes inversiones planificadas de nueva capacidad de generación.

### Inversión por subsector
En el período 1997-2006, la ENEE ha invertido cerca de 189 millones US$ en sus actividades y ha destinado la mayor parte de los fondos a la distribución y la transmisión.

## Financiación

### Desarrolladores privados
Entre 1994 y 2006, los desarrolladores privados han invertido unos 600 millones US$ en alrededor de 800 MW de capacidad generados a partir de motores diésel de velocidad media y turbinas de gas. Los inversores privados también han invertido cerca de 70 millones US$ en 110 MW de capacidad generados en pequeñas plantas hidroeléctricas y de bagazo. La confianza en el sector privado se ha vuelto la norma para la expansión de la capacidad de generación.

### Crédito a corto plazo
Las inversiones en distribución y transmisión realizadas por la ENEE han sido financiadas parcialmente con onerosos préstamos giratorios de bancos locales y créditos de los generadores térmicos sobre el pago de compras de energía que alcanzaron los 124 millones US$ en el período 2003-2005. La cobertura del servicio de deuda y la contribución a las inversiones ha sido negativa en los últimos cinco años.

### Subvenciones
Como se explica con más detalle en la sección de asistencia externa más adelante, las subvenciones de donantes externos están actualmente dirigidas solo a electrificación rural, nuevas tecnologías de energía renovable y eficiencia energética.
La mayores inversiones en electrificación rural han sido hechas por el FOSODE, que ha logrado reunir fondos de asistencia internacional (tanto préstamos subvencionados como subvenciones), lo que complementa los recursos presupuestarios que el gobierno provee cada año según lo establece la ley. El fondo recibe financiación adicional de los aranceles que los municipios imponen a las empresas eléctricas bajo su jurisdicción. Entre 1995 y 2006, el FOSODE invirtió 91,4 millones US$ en la electrificación rural.

### Exenciones impositivas
El sector eléctrico goza de varias exenciones impositivas: del impuesto a las importaciones para combustibles utilizados por la ENEE y otras compañías de energía para la generación de electricidad, del impuesto a las ventas de equipos y materiales para proyectos de electrificación rural, del impuesto de importación de equipos y materiales para plantas de energía que utilizan fuentes de energía renovable y del impuesto a las ventas sobre las ventas de electricidad. Según el Banco Mundial, el promedio total anual de exenciones impositivas se estima en alrededor de 108 millones US$, principalmente impuestos a los combustibles (64,8 millones US$) e impuestos a las ventas sobre el consumo de electricidad (37,8 millones US$).

## Resumen de la participación privada en el sector eléctrico
| Actividad    | Participación privada (%) |
| ------------ | ------------------------- |
| Generación   | 62%                       |
| Transmisión  | 0%                        |
| Distribución | 0%                        |

MAE, GEstion de Proyectos

## Responsable de medio ambiente
La SERNA, Secretaría de Recursos Naturales y Ambiente, tiene la responsabilidad en cuanto a asuntos ambientales, incluido el cambio climático. Este organismo gubernamental se encuentra en una posición débil debido, entre otras razones, a los presupuestos limitados y a la fragilidad del sistema de administración pública. Además, el personal de la Secretaría afronta renovaciones totales cada vez que llega un nuevo gobierno (es decir, cada cuatro años), lo que demora sus operaciones.

## Emisiones de gases de efecto invernadero
OLADE (Organización Latinoamericana de Energía) estimó que las emisiones de CO2 por la producción de electricidad en 2003 fueron de 1,51 millones de toneladas de CO2, lo que representa el 24% del total de las emisiones del sector energético
Otros datos (2004) informan sobre emisiones de 6,04 millones de Tm de CO2 por consumo y combustión de combustibles fósiles, lo que corresponde a 0,86 Tm de CO2 per cápita (promedio de América Central y del Sur: 2,35 Tm).

### Proyectos de Mecanismo de Desarrollo Limpio en electricidad
De acuerdo con su promotor, Finnder, el pequeño proyecto hidroeléctrico Río Blanco (50 MW) fue el primer Mecanismo de Desarrollo Limpio (MDL) pequeño registrado del mundo; la primera Reducción Certificada de Emisiones se otorgó en octubre de 2005.En la actualidad existen once proyectos MDL registrados relacionados con la generación de electricidad en Honduras. En la actualidad hay once proyectors MDL registrados en Honduras relacionados con el sector eléctrico. Nueve de estos proyectos son plantas hidroeléctricas, que representan el 80% (177.636 Tm de CO2e) de la reducción anual total estimada de emisiones. Los dos proyectos restantes son uno de cogeneración y otro de recuperación de biogás y generación de electricidad.

## Asistencia externa
Los préstamos subvencionados y subvenciones de instituciones financieras internacionales y de donantes bilaterales del sector energético hondureño se focalizan en electrificación rural, eficiencia energética y nueva energía renovable. Este tipo de financiación es limitada. Ninguno de los actuales proyectos financiados por donaciones apoyan el desarrollo de grandes plantas hidroeléctricas, la expansión de la generación de energía fósil ni grandes inversiones en transmisión, necesarias para garantizar que el abastecimiento se mantenga a la par de la demanda y para mantener la calidad del servicio.

### Banco Mundial
En la actualidad, el Banco Mundial aporta fondos y asistencia mediante tres proyectos relacionados con el sector energético de Honduras:
Un proyecto de electrificación rural de 2,35 millones US$ del Fondo para el Medio Ambiente Mundial (FMAM, GEF por sus siglas en inglés), aprobado en diciembre de 2005 e implementado por el Fondo Hondureño de Inversión Social (FHIS). Rural Electrification
- Un Proyecto de Infraestructura Rural financiado por un crédito de la AIF de 47 millones US$ aprobado en diciembre de 2005. El proyecto también es implementado por el FHIS y está integrado en parte con la subvención del FMAM antes mencionada.
- Un proyecto de crédito de reducción de emisiones de carbono por 1,2 millones US$ aprobado en diciembre de 2004 para respaldar la construcción de la  La Esperanza  planta hidroeléctrica La Esperanza, una planta de 12 MW ubicada sobre el río Intibuca, a cargo del desarrollador privado CISA (Consorcio de Inversiones S.A.).

### Banco Interamericano de Desarrollo
En la actualidad, el Banco Interamericano de Desarrollo aporta fondos y asistencia a dos proyectos del sector energético de Honduras:
- Un Crédito de Apoyo al Sector Eléctrico, con $29 millones de US$ aprobado en septiembre de 2008. Este proyecto financiará inversiones prioritarias en transmisión y apoyará un programa de reducción de pérdidas.
- Un Proyecto de Electrificación Rural proyecto de electrificación rural respaldado por un crédito de 35 millones US$ aprobado en noviembre de 2004 e implementado por la ENEE.
- Un Estudo geotérmico de factibilidad en Platanares El BID también ha financiado un estudio de factibilidad avanzado para el gran proyecto hidroeléctrico Patuca 3.[22]

### Unión Europea
Entre 2000 y 2007, la Unión Europea (UE) ha financiado el proyecto Generación Autónoma y Uso Racional de Energía Eléctrica (GAUREE), que busca incrementar el uso de lámparas LFC energéticamente eficientes. El costo total del proyecto es de 6,68 millones € (9,06 millones US$) con una contribución total de la UE de 5 millones € (6,785 millones US$).

### Otros
También se han ejecutado proyectos de electrificación con recursos del Banco Centroamericano de Integración Económica y con la cooperación de países como Finlandia, Japón, Corea y Noruega. Además, existe un acuerdo con el Fondo Cafetero Nacional (FCN) para la electrificación de las regiones productoras de café.
El presidente del BCIE anunció en julio de 2007 que el banco proveería una "fuerte" financiación, con un "primer desembolso" de 100 millones US$. Los fondos se invertirían en líneas de transmisión que, según el presidente del BCIE, generarían un flujo de caja suficiente para devolver el préstamo.